# Rally de Finlandia de 2016
El Rally de Finlandia de 2016, oficialmente 66. Neste Rally Finland, fue la sexagésima sexta edición y la octava ronda de la temporada 2016 del Campeonato Mundial de Rally. Se celebró del 28 al 31 de julio y contó con un itinerario de 24 tramos sobre tierra que sumaron un total de 333.99 km cronometrados. Fue también la octava ronda de los campeonatos WRC 2 y WRC 3.
Kris Meeke se quedó con la victoria con un tiempo de 2:38:05.8 dejando por detrás a Latvala a 29.1s y a Breen a más de un minuto. Meeke estableció un nuevo récord para la ronda más rápida del FIA WRC en la historia: la velocidad media de 126.60 km/h batió el récord anterior en 1.2 km/h.

## Resultados

### Etapas especiales
| Día    | Tramo | Nombre                 | Distancia | Ganador de la etapa               | No. | Equipo                                   | Tiempo  | Líder de la general                                      |
| ------ | ----- | ---------------------- | --------- | --------------------------------- | --- | ---------------------------------------- | ------- | -------------------------------------------------------- |
| 28 Jul | SS1   | Harju 1                | 2.31 km   | Ott Tänak Raigo Mölder            | 12  | DMACK World Rally Team                   | 1:45.9  | Ott Tänak Raigo Mölder / Andreas Mikkelsen Anders Jaeger |
| 28 Jul | SS1   | Harju 1                | 2.31 km   | Andreas Mikkelsen Anders Jaeger   | 9   | Volkswagen Motorsport II                 | 1:45.9  | Ott Tänak Raigo Mölder / Andreas Mikkelsen Anders Jaeger |
| 29 Jul | SS2   | Mökkiperä 1            | 13.84 km  | Kris Meeke Paul Nagle             | 7   | Citroën Abu Dhabi Total World Rally Team | 6:43.4  | Kris Meeke Paul Nagle                                    |
| 29 Jul | SS3   | Halinen                | 7.07 km   | Jari-Matti Latvala Miikka Anttila | 2   | Volkswagen Motorsport                    | 3:25.8  | Kris Meeke Paul Nagle                                    |
| 29 Jul | SS4   | Jukojärvi 1            | 21.24 km  | Ott Tänak Raigo Mölder            | 12  | DMACK World Rally Team                   | 9:59.9  | Kris Meeke Paul Nagle                                    |
| 29 Jul | SS5   | Surkee 1               | 14.95 km  | Kris Meeke Paul Nagle             | 7   | Citroën Abu Dhabi Total World Rally Team | 7:54.8  | Kris Meeke Paul Nagle                                    |
| 29 Jul | SS6   | Horkka 1               | 15.01 km  | Jari-Matti Latvala Miikka Anttila | 2   | Volkswagen Motorsport                    | 7:01.0  | Kris Meeke Paul Nagle                                    |
| 29 Jul | SS7   | Äänekoski-Valtra       | 7.39 km   | Ott Tänak Raigo Mölder            | 12  | DMACK World Rally Team                   | 3:24.5  | Kris Meeke Paul Nagle                                    |
| 29 Jul | SS8   | Mökkiperä 2            | 13.84 km  | Kris Meeke Paul Nagle             | 7   | Citroën Abu Dhabi Total World Rally Team | 6:38.2  | Kris Meeke Paul Nagle                                    |
| 29 Jul | SS9   | Jukojärvi 2            | 21.24 km  | Ott Tänak Raigo Mölder            | 12  | DMACK World Rally Team                   | 9:47.2  | Kris Meeke Paul Nagle                                    |
| 29 Jul | SS10  | Surkee 2               | 14.95 km  | Jari-Matti Latvala Miikka Anttila | 2   | Volkswagen Motorsport                    | 7:47.3  | Kris Meeke Paul Nagle                                    |
| 29 Jul | SS11  | Horkka 2               | 15.01 km  | Kris Meeke Paul Nagle             | 7   | Citroën Abu Dhabi Total World Rally Team | 6:54.3  | Kris Meeke Paul Nagle                                    |
| 29 Jul | SS12  | Harju 2                | 2.31 km   | Andreas Mikkelsen Anders Jaeger   | 9   | Volkswagen Motorsport II                 | 1:44.6  | Kris Meeke Paul Nagle                                    |
| 30 Jul | SS13  | Ouninpohja 1           | 33.00 km  | Kris Meeke Paul Nagle             | 7   | Citroën Abu Dhabi Total World Rally Team | 15:06.3 | Kris Meeke Paul Nagle                                    |
| 30 Jul | SS14  | Päijälä 1              | 23.50 km  | Ott Tänak Raigo Mölder            | 12  | DMACK World Rally Team                   | 10:48.0 | Kris Meeke Paul Nagle                                    |
| 30 Jul | SS15  | Pihlajakosku 1         | 14.51 km  | Kris Meeke Paul Nagle             | 7   | Citroën Abu Dhabi Total World Rally Team | 6:35.6  | Kris Meeke Paul Nagle                                    |
| 30 Jul | SS16  | Saalahti 1             | 4.23 km   | Mads Østberg Ola Fløene           | 5   | M-Sport World Rally Team                 | 2:02.8  | Kris Meeke Paul Nagle                                    |
| 30 Jul | SS16  | Saalahti 1             | 4.23 km   | Sébastien Ogier Julien Ingrassia  | 1   | Volkswagen Motorsport                    | 2:02.8  | Kris Meeke Paul Nagle                                    |
| 30 Jul | SS17  | Ouninpohja 2           | 33.00 km  | Kris Meeke Paul Nagle             | 7   | Citroën Abu Dhabi Total World Rally Team | 14:56.5 | Kris Meeke Paul Nagle                                    |
| 30 Jul | SS18  | Päijälä 2              | 23.50 km  | Kris Meeke Paul Nagle             | 7   | Citroën Abu Dhabi Total World Rally Team | 10:36.5 | Kris Meeke Paul Nagle                                    |
| 30 Jul | SS19  | Pihlajakoski 2         | 14.51 km  | Sébastien Ogier Julien Ingrassia  | 1   | Volkswagen Motorsport                    | 6:28.0  | Kris Meeke Paul Nagle                                    |
| 30 Jul | SS20  | Saalahti 2             | 4.23 km   | Sébastien Ogier Julien Ingrassia  | 1   | Volkswagen Motorsport                    | 1:59.3  | Kris Meeke Paul Nagle                                    |
| 31 Jul | SS21  | Lempää 1               | 6.83 km   | Ott Tänak Raigo Mölder            | 12  | DMACK World Rally Team                   | 3:13.7  | Kris Meeke Paul Nagle                                    |
| 31 Jul | SS22  | Oittila 1              | 10.15 km  | Thierry Neuville Nicolas Gilsoul  | 3   | Hyundai Motorsport                       | 4:44.7  | Kris Meeke Paul Nagle                                    |
| 31 Jul | SS23  | Lempää 2               | 6.83 km   | Craig Breen Scott Martin          | 8   | Citroën Abu Dhabi Total World Rally Team | 3:11.2  | Kris Meeke Paul Nagle                                    |
| 31 Jul | SS24  | Oitila 2 (Power Stage) | 10.15 km  | Thierry Neuville Nicolas Gilsoul  | 3   | Hyundai Motorsport                       | 4:35.8  | Kris Meeke Paul Nagle                                    |

### Power Stage
El power stage al igual que en las anteriores carreras fue la última etapa del rally y tuvo un recorrido total de 10.15 km.
| Pos | Piloto             | Coche                 | Tiempo | Dif. | Pts |
| --- | ------------------ | --------------------- | ------ | ---- | --- |
| 1   | Thierry Neuville   | Hyundai i20 WRC       | 4:35.8 | 0.0  | 3   |
| 2   | Hayden Paddon      | Hyundai i20 WRC       | 4:36.9 | +1.1 | 2   |
| 3   | Jari-Matti Latvala | Volkswagen Polo R WRC | 4:37.3 | +1.5 | 1   |

## Clasificación final
| Pos. | Piloto             | Copiloto           | Automóvil             | Tiempo    | Diferencia | Puntos |     |
| WRC  | WRC                | WRC                | WRC                   | WRC       | WRC        | WRC    | WRC |
| ---- | ------------------ | ------------------ | --------------------- | --------- | ---------- | ------ | --- |
| 1.   | Kris Meeke         | Paul Nagle         | Citroën DS3 WRC       | 2:38:05,8 | 0:00       | 25     |     |
| 2.   | Jari-Matti Latvala | Miikka Anttila     | Volkswagen Polo R WRC | 2:38:34,9 | + 29,1     | 18     |     |
| 3.   | Craig Breen        | Scott Martin       | Citroën DS3 WRC       | 2:39:47,1 | + 1:41,3   | 15     |     |
| 4.   | Thierry Neuville   | Nicolas Gilsoul    | Hyundai i20 WRC       | 2:39:51,7 | + 1:45,9   | 12     |     |
| 5.   | Hayden Paddon      | John Kennard       | Hyundai i20 WRC       | 2:39:54,0 | + 1:48,2   | 10     |     |
| 6.   | Mads Østberg       | Ola Fløene         | Ford Fiesta RS WRC    | 2:40:10,4 | + 2:04,6   | 8      |     |
| 7.   | Andreas Mikkelsen  | Anders Jæger       | Volkswagen Polo R WRC | 2:40:28,2 | + 2:22,4   | 6      |     |
| 8.   | Esapekka Lappi     | Janne Ferm         | Škoda Fabia R5        | 2:42:59,6 | + 4:53,8   | 4      |     |
| 9.   | Kevin Abbring      | Sebastian Marshall | Hyundai i20 WRC       | 2:43:28,2 | + 5:22,4   | 2      |     |
| 10.  | Teemu Suninen      | Mikko Markkula     | Škoda Fabia R5        | 2:43:41,3 | + 5:35,5   | 1      |     |